# Іриней (Зуземіль)
Митрополит Іриней (в миру Ігор Володимирович Зуземіль; 11 липня 1919, Чернігів — 26 липня 1999, Мюнхен) — єпископ Російської православної церкви, митрополит Віденський і Австрійський.

## Біографія
Народився 11 липня 1919 в Чернігові в родині агронома. Батько помер незабаром після народження сина.
У 1925 переїхав на постійне місце проживання до Німеччини разом з матір'ю і вітчимом.
Дитинство і юність він провів в Берліні, де здобув середню освіту і навчався на медичному факультеті університету.
У 1937 закінчив середню школу. Вступив на медичний факультет, який закінчив у 1941.
У 1941 вступив на пастирські курси при Німецькії єпархії Російської Зарубіжної Церкви і згодом закінчив їх.
6 грудня 1942 був висвячений у сан диякона, а 5 жовтня 1947 митрополитом Серафимом (Ляде) — в ієрея і призначений настоятелем Нікольського храму в місті Констанці. З 1942 по 1949 був секретарем митрополита Серафима (Ляде).
З 1949 проходив пастирське служіння в Мельбурні, Австралія.
У 1957 в сані протоієрея був прийнятий у Московський Патріархат і з цього часу до 1960 року був настоятелем Храму імені святої Марії Магдалини в Гаазі.
З 1960 — настоятель Хрестовоздвиженського храму в Мюнхені.
У 1961 у складі делегації Московського Патріархату брав участь в роботі 3-ї Асамблеї Всесвітньої Ради Церков в Нью-Делі.
В цьому ж році брав участь в роботі II Всехристиянського Мирного Конгресу в Празі і IV Конгресу Конференції Церков («Ніборг-IV»).
23 січня 1966 в Троїце-Сергієвій лаврі архімандритом Платоном був пострижений в чернецтво з ім'ям Іриней, а 29 січня зведений в сан архімандрита.
30 січня 1966 в Трапезному храмі Троїце-Сергієвої Лаври хіротонізований на єпископа Мюнхенського.
24 лютого 1971 призначений єпископом новоствореної Баденської єпархії з титулом Баденський і Баварський.
9 вересня 1972 возведений в сан архієпископа.
13 березня 1975 призначений архієпископом Віденським і Австрійським, тимчасово керуючим Баденською і Баварською єпархією.
22-27 липня 1978 — був присутній на П'ятому Всехристиянському Мирному Конгресі в Празі.
9 вересня 1986 возведений у сан митрополита у зв'язку з 20-річчям єпископського служіння.
22 грудня 1992 звільнений від тимчасового управління Баденською єпархією з огляду на її скасування.
У 1994 заарештований в Німеччині разом з американським полковником Джорджем Трофімовим за підозрою в шпигунстві, але незабаром його відпустили на свободу.
Помер 26 липня 1999 в Мюнхені після тривалої хвороби.